# Bildstock (Gries)

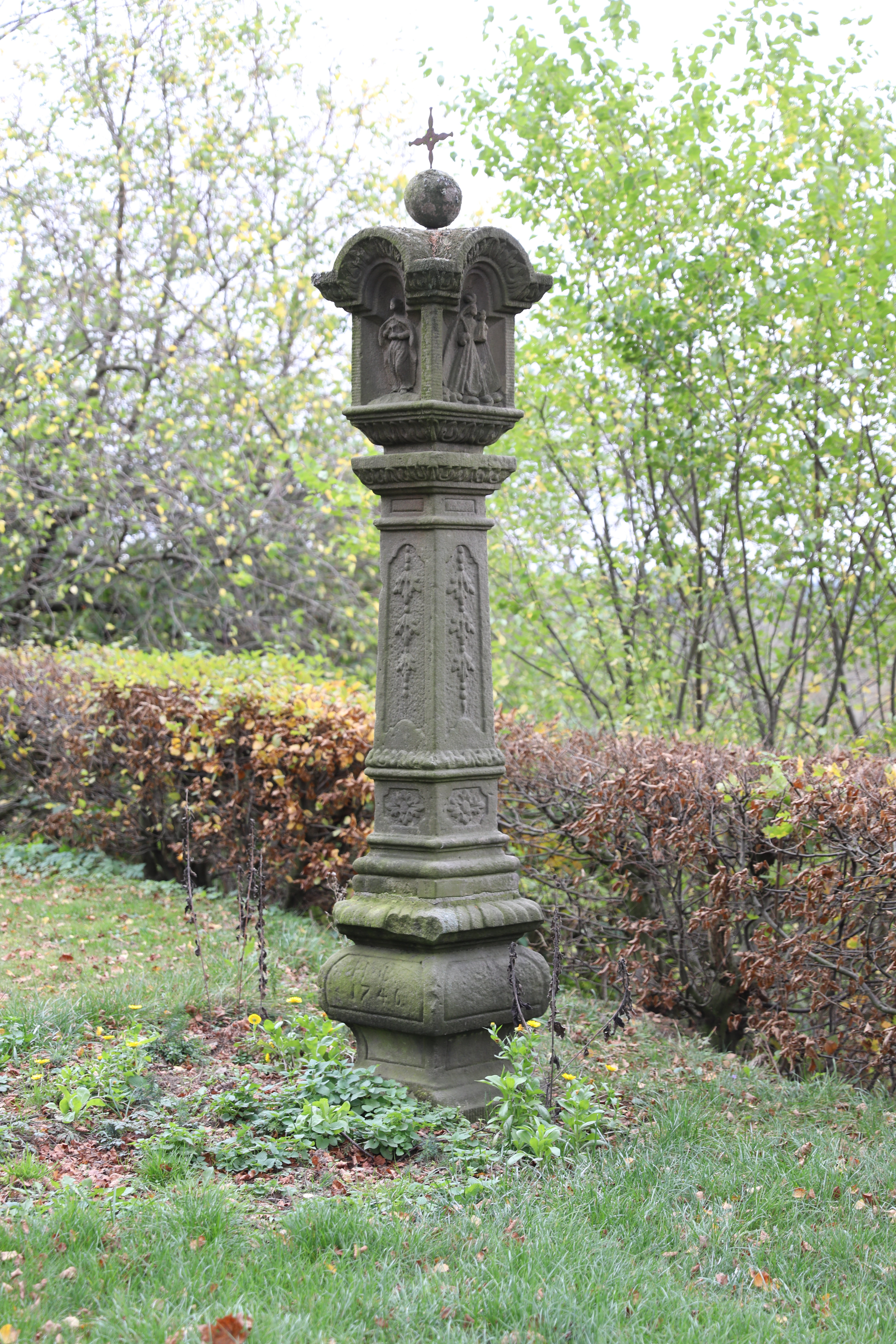
Bildstock in Gries

Der Bildstock in Gries, einem Gemeindeteil der im oberfränkischen Landkreis Kronach gelegenen Gemeinde Wilhelmsthal, ist ein als Baudenkmal geschütztes Kleindenkmal.

## Beschreibung
Das Flurdenkmal steht rund 100 Meter südwestlich des Erholungsheimes Gries. Stifter war ein Bauer, der bei der Obsternte von einem Baum gestürzt und danach gelähmt war. Aus Dankbarkeit, dass er bei dem Unfall nicht umgekommen war, ließ er den Bildstock errichten. Dessen Sockel ist konkav-konvex profiliert und trägt an der Westseite die Inschrift „H B 1746“. Der Pfeilerschaft ist unterteilt, die oberen Felder sind mit Blattgirlanden verziert. Der Aufsatz wird von einer Steinkugel und einem Eisenkreuz bekrönt. Die vier Reliefs unter den eingezogenen Rundbogen zeigen die Krönung Mariens, den Evangelisten Johannes, den heiligen Petrus und die Glosberger Muttergottes. Eine Marienstatue in dem nördlich der Kreisstadt Kronach gelegenen Wallfahrtsort Glosberg soll 1727 mehrmals blutige Tränen geweint haben, weshalb dieses Motiv auf zahlreichen Bildstöcken im Frankenwald zu finden ist.